# ドクター・ワトスン (小惑星)
ドクター・ワトスン (5050 Doctorwatson) は、小惑星帯の小惑星である。1983年9月14日にアリゾナ州フラッグスタッフのローウェル天文台において、エドワード・ボーエルによって発見された。
小惑星番号5048番から5050番までの小惑星はアーサー・コナン・ドイルのシャーロック・ホームズシリーズの登場人物から名付けられており、5050番はホームズの助手ジョン・H・ワトスンにちなんで命名された。